# Ouanaminthe
Ouanaminthe (en créole haïtien Wanament ; en espagnol Juana Méndez) est une commune d'Haïti située à la frontière dominicaine dans le département du Nord-Est et l'arrondissement d'Ouanaminthe dont elle est le chef-lieu.

## Toponymie
Le nom « Ouanaminthe » vient de Juana Méndez, esclave noire, épouse de Pablo Báez (maire de Azua de Compostela) et mère de Buenaventura Báez, le premier président mulâtre de la République dominicaine.

## Géographie
Ouanaminthe est frontalière avec la ville voisine de Dajabón située sur le territoire de la République dominicaine. Les deux cités sont séparées par la rivière du Massacre.

## Démographie
La commune est peuplée de 96 515 habitants (recensement par estimation de 2009).

## Histoire
La ville est fondée à l'époque coloniale par les Français comme avant-poste et pôle d'échange commercial avec les Espagnols.
Le 18 octobre 1933, des entretiens s'y déroulent entre le président haïtien Sténio Vincent et le dictateur de la République dominicaine, Rafael Trujillo.
En 1937, Trujillo envoie son armée dans la région de Dajabón pour y massacrer 30 000 travailleurs haïtiens refusant leur expulsion. Avant cette date, la rivière Dajabón se nomme déjà « rivière Massacre » en souvenir de la tuerie d'un groupe de boucaniers français par les Espagnols en 1728.

## Administration
La commune possède 5 sections communales :
- Haut Maribahoux ;
- Acul des Pins ;
- Savane Longue ;
- Savane au Lait ;
- Gens de Nantes.

## Économie
L'économie locale repose en partie sur le commerce et la contrebande avec le pays voisin.
On y cultive le tabac, la pistache et on y pratique l'apiculture.
Il est prévu à Ouanaminthe d'établir une zone franche, où les avantages fiscaux seraient accordés aux industriels, ce qui inquiète les agriculteurs en raison de la menace que cette industrialisation ferait peser sur leurs terres.

## Éducation
Ouanaminthe possède des écoles primaires et secondaires ainsi que deux lycées :
- lycée « Capois La Mort » ;
- lycée René Théodore « Saint François Xavier », dirige par les Frères de l'instruction chrétienne (FIC)[4], institution d'enseignement classique pour des garçons de la commune de Ouanaminthe, fondée en 1927 ; une section secondaire est mixte ;
- collège « Univers », établissement créé en 1994 par cinq Ouanaminthais : Hugues Bastien, Jaccin Bernard, Maismy Mary-Fleurant, Joseph Edgard Dumay et Pierre Jean Richard ;
- collège de l'« Étoile » ;
- collège « Oswald Durand » ;
- collège « La Patience » ;
- collège « Malcolm X » ;
- collège « Georges Muller » ;
- collège « Toussaint Louverture » ;
- collège « La Concorde » ;
- Institution L’enfant Jesus
- collège George Muller
- académie primaire et jardin d'enfants « APEK », établissements privés fondés par la famille Rolex Poisson, qui prennent en charge l'instruction de base des jeunes enfants ;
- campus privé « Alphanet » pour la formation des enfants et des jeunes en informatique et technologie[5].

## Personnalités connues
Parmi les personnalités de la commune :
- Marie-Louise Coidavid, reine d'Haïti, épouse du roi Christophe, Henry 1er
- Joseph Davilmar Théodore, président d'Haïti
- Jean Alfred, ancien député du Québec ;
- Elisma Florvil, député de la 50e législature au Parlement Haitien, magistrat de carrière, avocat du barreau de Fort-Liberté, juriste, et entrepreuneur.
- Jean-Baptiste Bernard Viénot de Vaublanc, officier de l'armée française ;
- Jean-Baptiste Dureau de La Malle, littérateur distingué, traducteur de Tacite, Salluste et Tite-Live, né à Ouanaminthe à Saint-Domingue, le 27 novembre 1742, décédé le 19 septembre 1807 au domaine de Landres à Mauve sur Huisne (Orne) en France, inhumé au cimetière du Père-Lachaise à Paris, fils de Laurent Dureau, capitaine de cavalerie au Fort-Dauphin, et d'Élisabeth Sauvage sa troisième épouse. Il entra à l'Académie Française la 3 octobre 1804.
- Haveson B. Florvil (1989-), entrepreneur et conférencier, est né à Ouanaminthe.
- Antoine Eustache d'Osmond (1754-1823), comte du Premier Empire et prélat français, né à Ouanaminthe.
- Roobens Philogène meilleur buteur (23 buts en 21 matchs) en championnat national d'ascension (D2) d'Haïti en 2014, record sur une saison en 2e division.
- Eugène Ricard dessinateur ( Champion concours « Yon ti tan pou manmanm » edition Jeannette Ambroise 2022 (Ouanaminthe post).

## Sources
1. ↑  [PDF] (fr) Population totale, par sexe et population de 18 ans et plus estimées en 2009, au niveau des différentes unités géographiques sur le site de l'Institut haïtien de statistique et d'informatique (IHSI).
2. ↑  S.J Ducoeurjoly, Manual des habitants de Saint Domingue, Paris, chez Lenoir Librarie, m. dcccii 1800.
3. ↑  La zone franche de Ouanaminthe.
4. ↑  Les Frères de l'instruction chrétienne (FIC) y sont présents depuis 84 ans, ainsi que les sœurs de Saint François d'Assise et les salésiennes.
5. ↑  « Alphanet Camp de Leadership Sciences et Technologies 2017 », sur www.camp-leadership.com (consulté le 4 décembre 2017).